# Wabenverwitterung

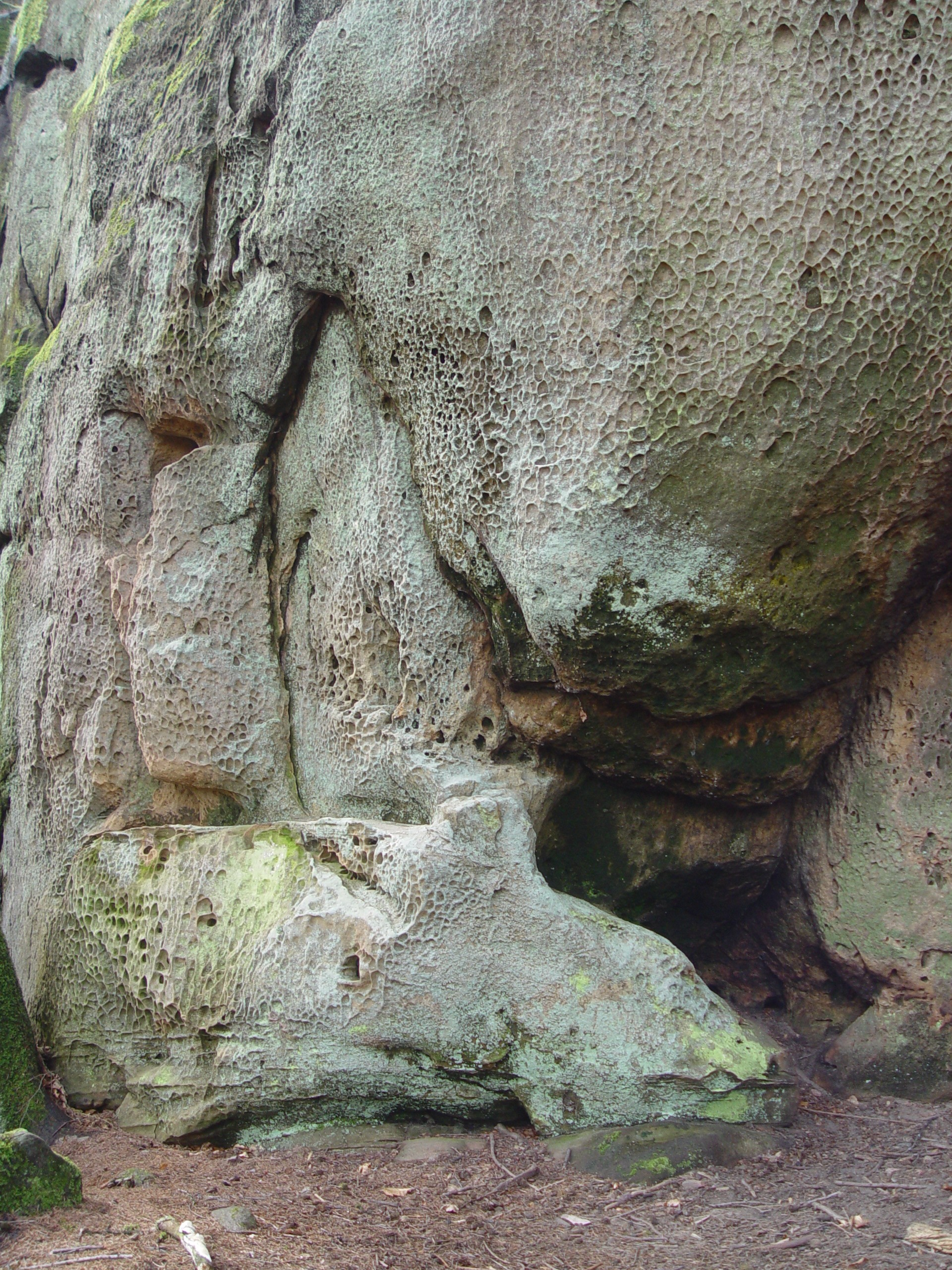
Beispiel einer Wabenverwitterung in der Eifel

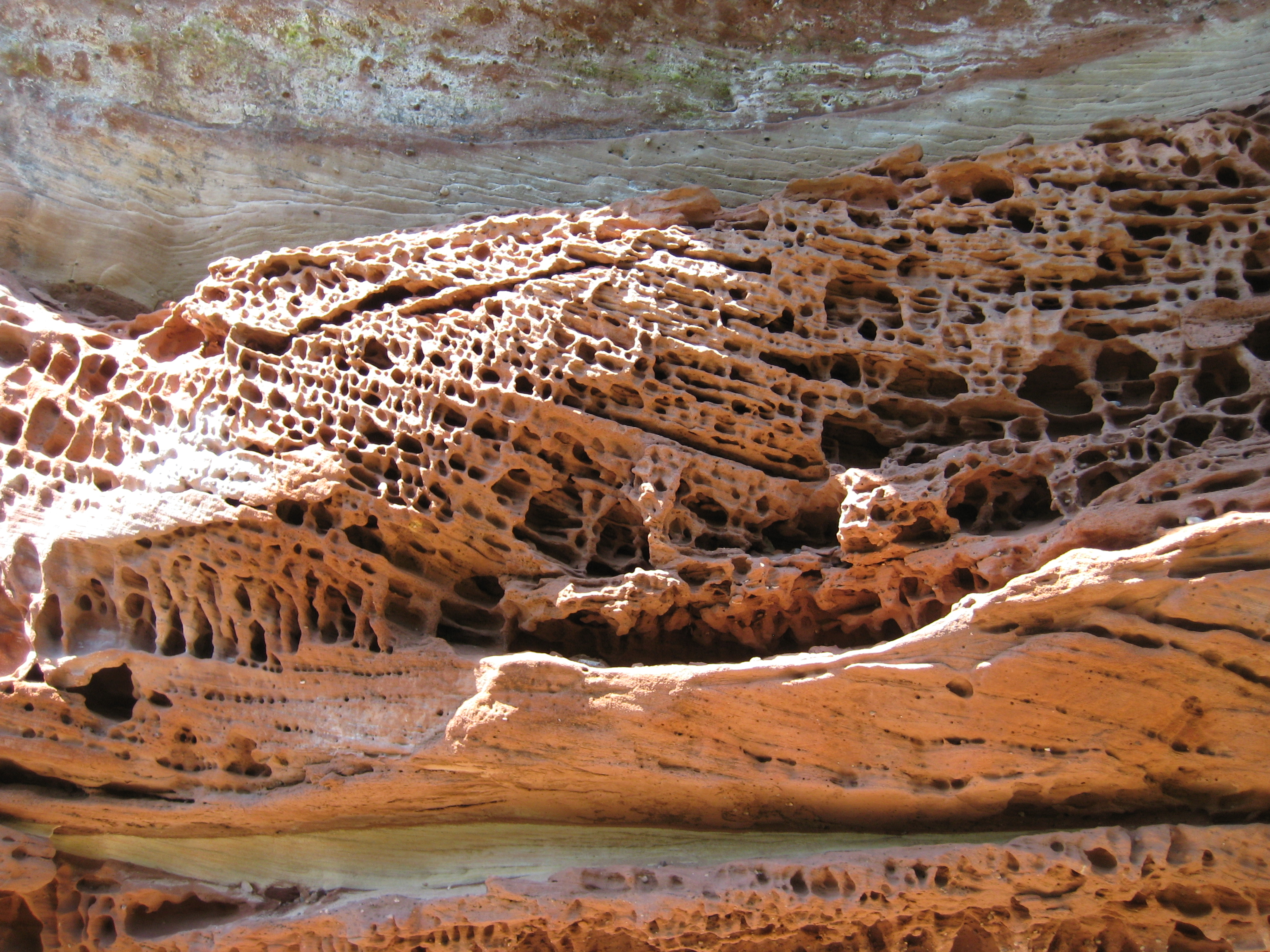
Wabenverwitterung auf Burg Altdahn

Wabenverwitterung (englisch: honeycomb weathering) bezeichnet eine charakteristische Verwitterungsform z. B. in Sedimentgesteinen, bei der durch Lösung und Wiederverfestigung des Bindemittels (z. B. Kalk oder Kieselsäure) netz- oder wabenartige Strukturen entstehen. Auch Windausblasungen können diese Erscheinungen erzeugen. Salzausblühungen können in beiden Fällen die Verwitterungserscheinungen verstärken.
Im Luxemburger Sandstein, einem Sedimentgestein aus dem unteren Jura, geht der durch Sickerwasser gelöste Kalk als Bindemittel in Lösung und bewegt sich mit dem Sickerwasser durch das Porensystem des Gesteinskörpers. Beim Verdunsten des Wassers an der Oberfläche des Gesteins, meist an Steilwänden oder Überhängen, wird der Kalk wieder abgeschieden, und das Gestein in diesen Bereichen verfestigt sich.